# Гобелен из Байё
Гобеле́н из Байё, также ковёр из Байё (фр. Tapisserie de Bayeux, лат. Tapete Baiocense) — памятник средневекового искусства романского периода. Созданный в конце XI века, гобелен изображает сцены подготовки нормандского завоевания Англии и битвы при Гастингсе. Выполнен в редкой технике лоскутной аппликации по льняному полотну 70,3 × 0,5 м с подчёркиванием силуэта ярким цветным контуром, стебельчатым швом, получившим особое название: «шов Байё». В настоящее время выставлен в специальном музее в городе Байё в Нормандии и относится к национальному достоянию Французской Республики. В 2007 году ЮНЕСКО включила гобелен из Байё в реестр «Память мира».

## Наименование
В русском языке сложилось двойственное наименование: «гобелен из Байё» и «ковёр из Байё». Это вызвано тем, что французское слово tapisserie не имеет однозначного перевода на русский язык — им может обозначаться любой предмет для покрытия стен (ковёр, гобелен, обои и так далее), в то время как родственное ему слово tapis обозначает ковёр для покрытия пола, но также и ткань для покрытия любых горизонтальных поверхностей (покрывало, скатерть и так далее). Напротив, русское слово «ковёр» употребляется вне зависимости от предназначения: он может быть как напольным, так и настенным. Поскольку гобелен из Байё предназначался для покрытия стен, а не пола, использование термина «гобелен» представляется предпочтительным, несмотря на его анахроничность (производство гобеленов возникло только в 1662 году).

## Авторство, техника и стиль
Самое раннее письменное свидетельство о гобелене содержится в описи имущества кафедрального собора Байё, датированной 1476 годом. Настоящий автор этого произведения искусства не установлен. Согласно традиционной точке зрения, гобелен был вышит по приказу королевы Матильды, жены Вильгельма I Завоевателя, её придворными вышивальщицами. Во Франции он известен как «Гобелен королевы Матильды» (фр. tapisserie de la reine Mathilde).
В XX веке была выдвинута другая гипотеза: заказчиком создания гобелена мог быть епископ Байё Одо, единоутробный брат и один из ближайших соратников короля Вильгельма I. В качестве подтверждения этого тезиса обычно приводят следующие факты: на гобелене изображены трое из служилых людей епископа, чьи имена также содержатся в Книге Страшного суда; гобелен хранился в соборе Байё, построенном Одо; возможно, он создавался именно в то время, когда велось строительство собора (1070-е годы) и, наверное, предназначался для его убранства. В случае, если заказчиком гобелена действительно был епископ Одо, его авторами, вероятно, были английские ткачи, поскольку основные земельные владения епископа находились в Кенте. Это косвенно подтверждается тем, что некоторые латинские названия на гобелене являются производными от англосаксонских, а растительные красители, использованные при создании гобелена, были широко распространены именно в Англии.
Ещё одной версией является предположение, что авторами гобелена из Байё были монахи монастыря Святого Августина в Кентербери. Эта версия подкрепляется сходством части изображений на гобелене и в Евангелие святого Августина, манускрипте, хранившемся вблизи Кентербери. В частности, сцена на гобелене, в которой Одо за круглым столом благословляет чашу после высадки нормандцев в Певенси, очень напоминает миниатюру Тайной вечери из манускрипта.
Гобелен представляет собой аппликацию разноцветными тканями с вышивкой на льняном полотне шерстяными нитями разных цветов: терракотового (жёлтого, красного), сине-зелёного, тусклого золотого, оливково-зелёного и голубого, с небольшим количеством синего, чёрного, а также шалфейно-зелёного. При вышивке применялись тамбурный, стебельчатый шов, получивший в истории ковроткачества специальное название: «шов Байё». Более тысячи сцен — битвы всадников, корабли — выполнены в технике, характерной для народной норманнской вышивки, а необычайно выразительные, хотя и наивные по рисунку, архаичные силуэты типичны для раннего романского искусства, также имеющего в истории ткачества специальное название: «англиканское творение» (лат. opus anglicanum).

## История обнаружения
Гобелен был обнаружен в конце XVII века в Байё, где он по традиции раз в год выставлялся в местном соборе. Первые репродукции гобелена были опубликованы в 1730-х годах Бернаром де Монфоконом. В период Великой Французской революции некоторые республиканцы из Байё хотели сделать из гобелена покрытие для повозки с военной амуницией, но один из адвокатов, понимавший ценность гобелена, спас его, предоставив другую ткань. В 1803 году Наполеон I вывез гобелен в Париж с целью пропаганды планируемого французского вторжения в Англию. Однако, когда план вторжения провалился, его возвратили в Байё. Там он и хранился в свёрнутом виде, пока его не захватили представители германского Аненербе. Бо́льшую часть Второй мировой войны гобелен провёл в подземельях Лувра.
В настоящее время уникальный гобелен выставлен в специальном музее в Байё, причём, во избежание ухудшения состояния этого произведения искусства, он помещён под стекло, а в комнате поддерживается специальное слабое освещение.

## Сюжет
Изображения, вышитые на гобелене, рассказывают историю нормандского завоевания Англии. События разворачиваются в хронологическом порядке и представлены последовательными сценами: отправка Гарольда королём Эдуардом Исповедником в Нормандию; его пленение людьми Ги, графа Понтье, и освобождение герцогом Вильгельмом; клятва Гарольда Вильгельму и его участие в осаде Динана; смерть Эдуарда Исповедника и коронация Гарольда; появление кометы, предвещающей несчастье, над дворцом Гарольда; приготовления Вильгельма к вторжению и путь его флота через Ла-Манш; и, наконец, битва при Гастингсе и гибель Гарольда.
Авторы гобелена отразили нормандскую точку зрения на события 1066 года. Так, англосаксонский король Гарольд изображён лицемерным, а нормандский герцог Вильгельм — решительным и смелым воином. Коронацию Гарольда проводит отлучённый Стиганд, хотя скорее всего, по свидетельству Флоренса Вустерского, помазание осуществлял архиепископ Элдред, рукоположённый в полном соответствии с церковными канонами.
Часть гобелена длиной около 6,4 м не сохранилась. На ней, вероятно, изображались события после битвы при Гастингсе, в том числе коронация Вильгельма Завоевателя.

## Галерея
- Сцена из гобелена в Байё с изображением Одо, епископа Байё, объединяющего войска герцога Вильгельма во время битвы при Гастингсе в 1066 году
- Одо, епископ Байё
- Собор Байё, местонахождение гобелена в Средние века и до начала XIX века
- Деталь сшивания стеблей и укладки
- Посланники с Ги, с изображением средневекового земледелия на границе
- Эдуард Исповедник отправляет Гарольда в Нормандию
- Деталь кометы
- «Мора» — флагман флота Вильгельма
- Эпизод битвы при Гастингсе — атака конницы Вильгельма на строй саксонских хускарлов
- Монфокон / Рисунок Бенуа, показывающий смерть Гарольда
- Смерть Гарольда. Легенда выше: Harold rex interfectus est, «Король Гарольд убит»
- Деталь стрелы
- Ubi unus clericus et Ælfgyva
- Коронация Гарольда
- Начало реплики Гобелена Байе в Музее Рединга
- Секции воссоздания средневековой мозаики в Новой Зеландии в 1066 году
- Уличное искусство в Байё с аллюзией на гобелен